# Tenuipalpus senecionis
Tenuipalpus senecionis är en spindeldjursart som beskrevs av Elsie Collyer 1973. Tenuipalpus senecionis ingår i släktet Tenuipalpus och familjen Tenuipalpidae. Inga underarter finns listade i Catalogue of Life.